# Scala Santa

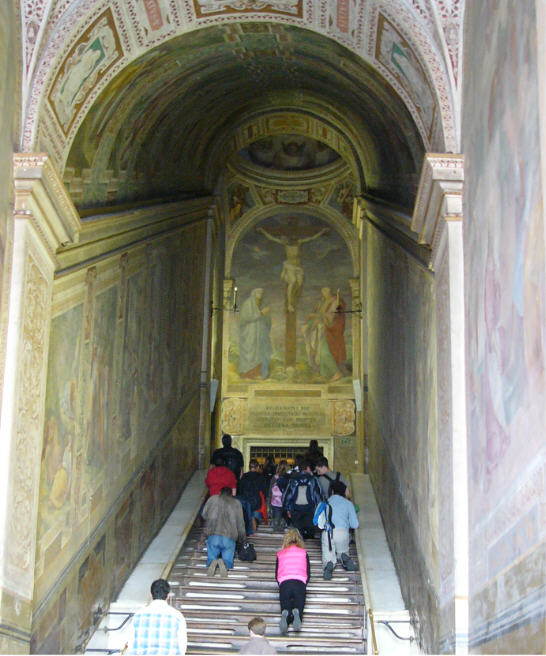
Die Scala Santa in Rom

Die Scala Santa (deutsch Heilige Treppe, lateinisch Scala Sancta), veraltet Treppe des Pilatus, ist ein Heiligtum im Lateran in Rom, die zur Capella Sancta Sanctorum hinaufführt. Auf ihr habe Jesus von Nazaret hinaufsteigen müssen, als er zum Verhör bei Pontius Pilatus geführt wurde. Seit den Lateranverträgen gehört sie zu den exterritorialen Besitzungen des Heiligen Stuhls. Es existieren auch Kopien der Scala Santa (im oberdeutschen Sprachraum vor allem Heilige Stiege genannt).

## Legende und Bedeutung der Scala Santa
Nach der Überlieferung gehörte sie zum Palast des römischen Präfekten oder Statthalters für Judäa in Jerusalem.
Der Palast des Statthalters, das in Mt 27,27 , Mk 15,16  und Joh 18,28  genannte Prätorium, dürfte der ehemalige Palast des Königs Herodes am Westrand der Stadt Jerusalem gewesen sein, oder nach einer traditionellen christlichen (neuerdings aber zumeist abgelehnten) Auffassung die stark befestigte Burg Antonia an der Nordseite der Stadtmauer. In älteren Ausgaben der Lutherbibel, z. B. der von 1912, stand statt „Prätorium“ noch „Richthaus“.
Zur Legende gehört es weiterhin, dass die Heilige Helena (Mutter Konstantins des Großen) um das Jahr 326 in Jerusalem im Umkreis der mutmaßlichen Überbleibsel des Statthalter-Palastes graben ließ, wobei die Treppe gefunden wurde, wie auch andere Reliquien, dabei das Kreuz Christi und der ungenähte Heilige Rock.
Die erste schriftliche Erwähnung findet die Scala Santa im Liber Pontificalis aus dem 9. Jh. Ursprünglich befand es sich im Lateranpalast, 1589 wurde sie an die heutige Stelle versetzt.
In einer Predigt am 15. November 1545 beschreibt Martin Luther seine Skepsis an der Authentizität der Heiligen Treppe, die er bei seiner Romreise, die im Jahre 1510 oder 1511 stattfand, aufgesucht hatte:

„Sic Romae wolt meum Avum ex purgatorio erlosen, gieng die Treppen hinauff Pilati, orabam quolibet gradu pater noster. Erat enim persuasio, qui sic oraret, redimeret animam. Sed in fastigium veniens cogitabam: quis scit, an sit verum.“

„Da ich nun in Rom war, wollte ich meinen Großvater [Heine Luder] aus dem Fegefeuer erlösen und ging die Treppe des Pilatus hinauf; auf jeder Stufe betete ich ein Vaterunser. Es war nämlich die Überzeugung, dass der, der so betet, eine Seele loskaufe. Aber als ich oben ankam, dachte ich: Wer weiß, ob das wahr ist?“

Seit 1723 werden die Marmorstufen durch eine Holzverkleidung vor Abnutzung geschützt.
Am 19. September 1870, am Tag vor der Eroberung Roms durch die Armee Sardinien-Piemonts am Ende des Risorgimento, bestieg Pius IX. die Scala Santa.
Mehrmals wurde den Pilgern, welche die Treppe mit ihren 28 Stufen auf den Knien erklimmen, ein Ablass gewährt: Ein Ablass von neun Jahren im Fegefeuer pro Stufe durch Pius VII. 1817, ein vollkommener Ablass durch Pius X. 1908, und ein weiterer vollkommener Ablass im Heiligen Jahr der Barmherzigkeit durch die Apostolischen Pönitentiarie 2015.

## Kopien der Scala Santa
Diese wurden vor allem im 18. Jahrhundert erbaut, oft im Zusammenhang mit Kalvarienbergen. Fast alle haben auch die 28 Stufen, die zur Erlangung eines Ablasses kniend zu erklimmen sind. Sonst sollen sie nicht betreten werden. Meistens sind beiderseits der Heiligen Stiege schmälere Stufen vorhanden, zum Hinabsteigen und für diejenigen, welche die Bußübung nicht vollziehen wollen. Manche Stiegen sind sehr schlicht (siehe das Bild zu Forchtenstein), andere weisen barocken Prunk auf.

### Bayern
- Bad Tölz (Kreis Bad Tölz-Wolfratshausen): „Heilige Stiege“ in der Heilig-Kreuz-Kirche auf dem Kalvarienberg, erbaut etwa 1718. Das Bild rechts zeigt eine Tafel in der Heilig-Kreuz-Kirche, die unkundigen „Fremden“ die Bedeutung der Heiligen Stiege und das erwünschte Verhalten an diesem Ort erläutert.

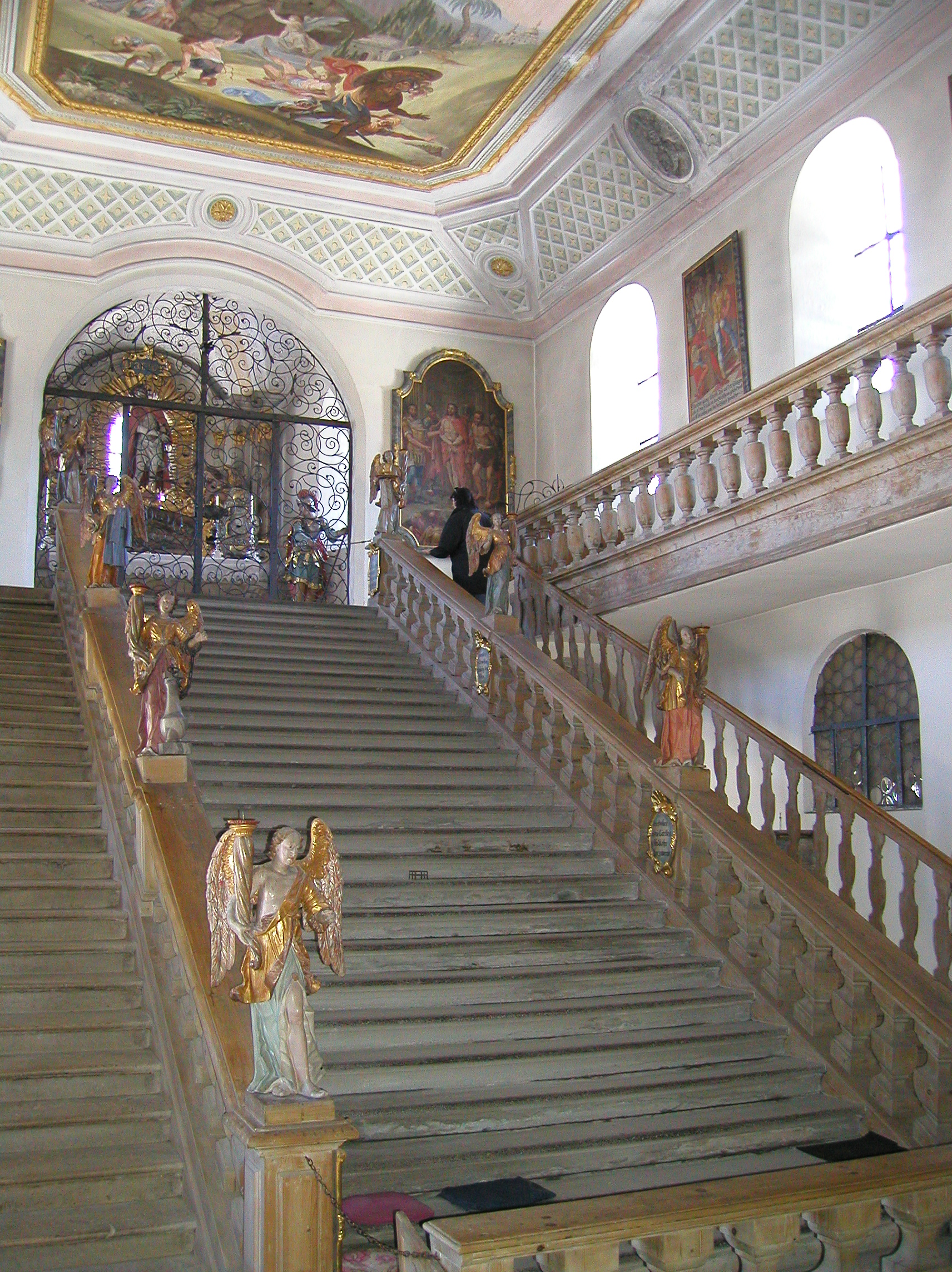
Heilige Stiege in Bad Tölz
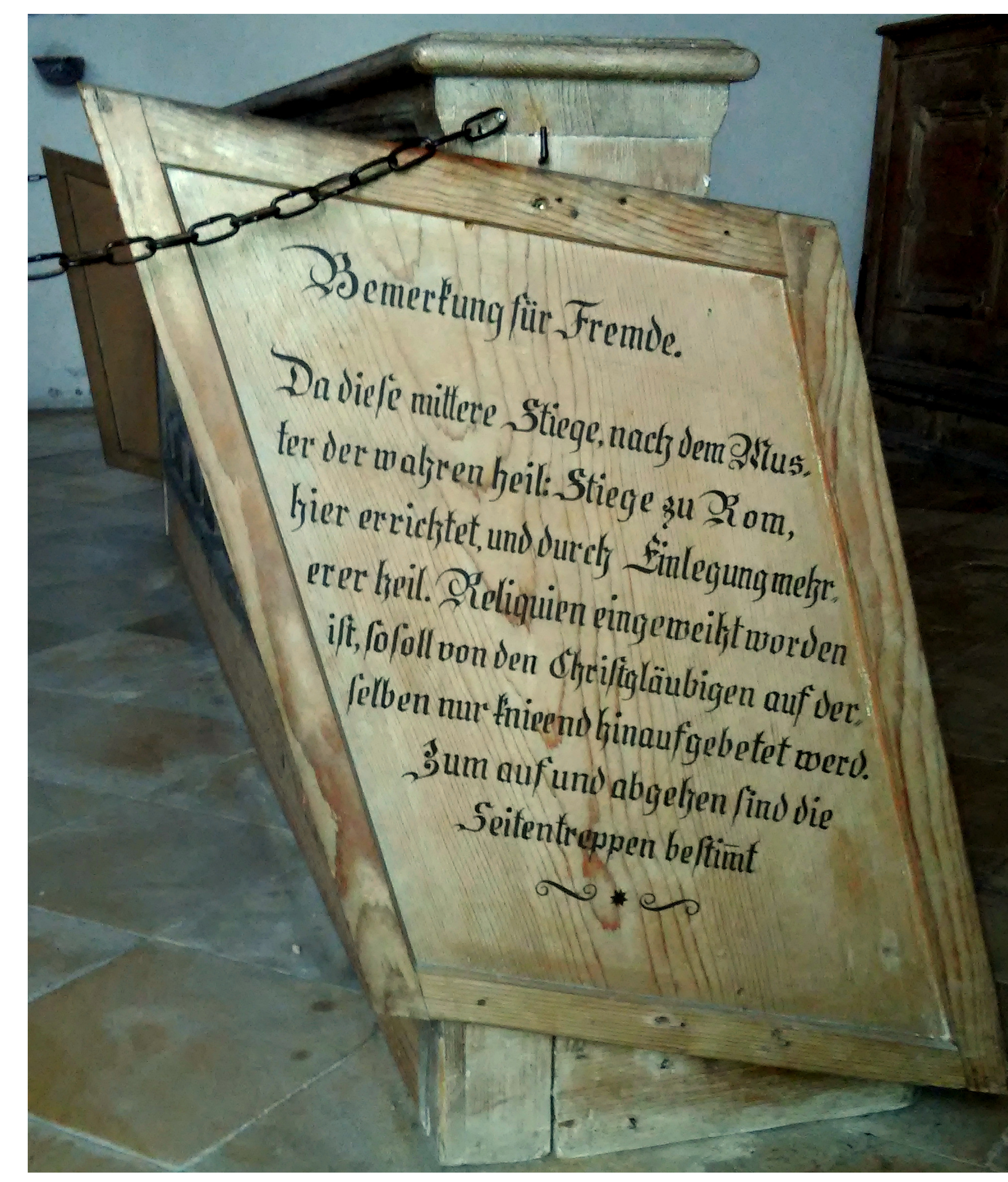
Die Tafel erläutert die Bedeutung der Heiligen Stiege

- Gotteszell (Kreis Regen), Heilige Stiege am Kalvarienberg.
- Kloster Gnadenthal in Ingolstadt: im Kloster der Franziskanerinnen
- Kloster Holzen in Allmannshofen (Landkreis Augsburg); hier im Anschluss an die Loreto-Kapelle.
- Lenggries (Kreis Bad Tölz-Wolfratshausen): Ebenfalls auf dem Kalvarienberg, in der Heilig-Kreuz-Kapelle, erbaut 1726.
- Maria Medingen (Kreis Dillingen): im Kloster des ehemaligen Dominikanerinnenklosters, heute Dillinger Franziskanerinnen
- Mariaort bei Regensburg: In der Kalvarienbergkirche Heilig Kreuz, erbaut 1724.
- Windberg (Kreis Straubing-Bogen): In der kleinen Wallfahrtskirche Heilig Kreuz.[3]
- Altomünster (Kreis Dachau), Kalvarienbergkapelle, 1694 erbaut. Die Heilige Stiege war ursprünglich im Freien; sie wurde im 19. Jahrhundert überdacht und in die Kapelle einbezogen.
- Anzing (Landkreis Ebersberg):In der Heilig-Kreuz-Kapelle (Högerkapelle), jedoch verkürzt mit nur 14 Stufen.

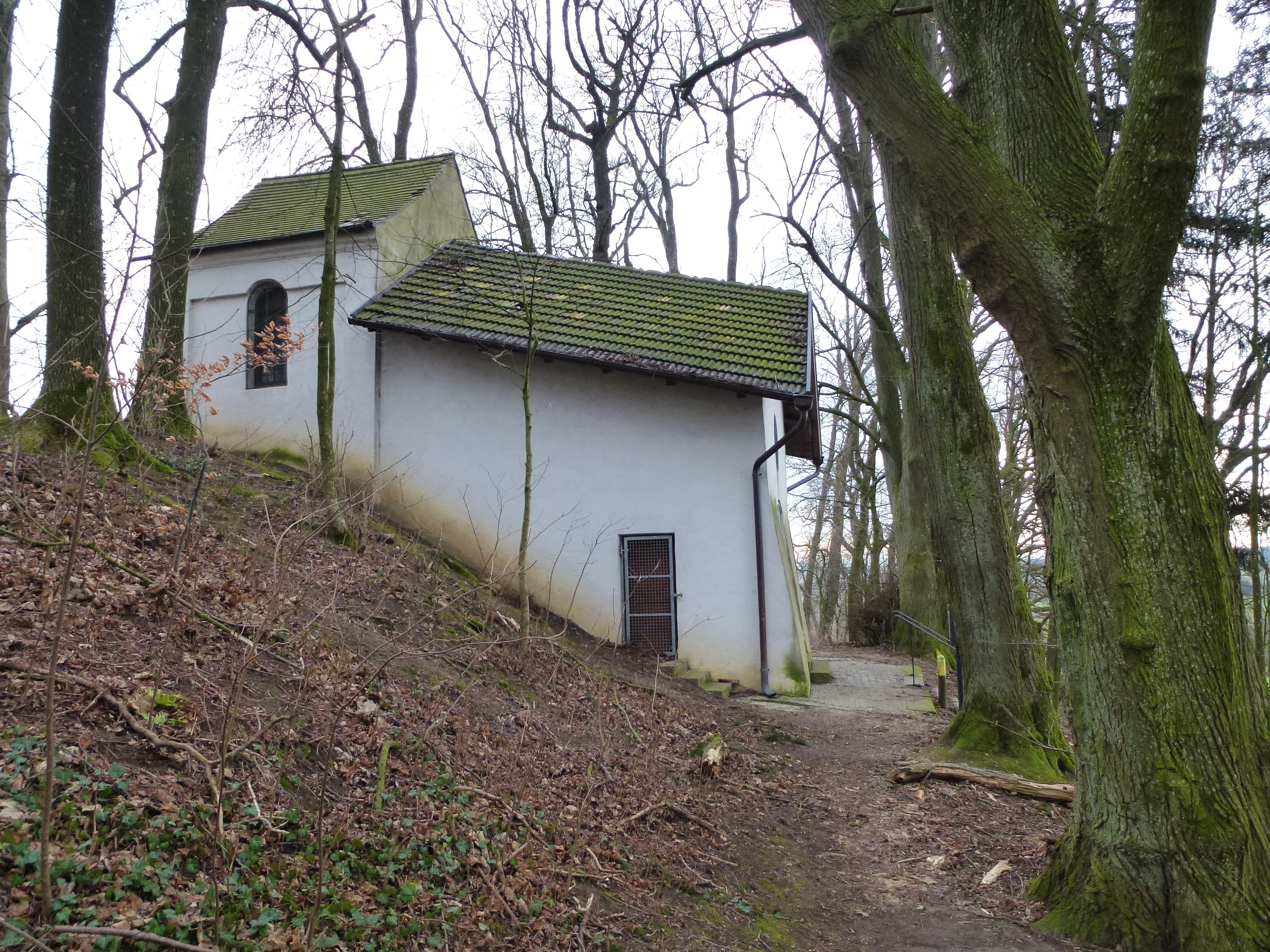
Altomünster

### Übriges Deutschland
- Bonn, bei der Kreuzbergkirche.

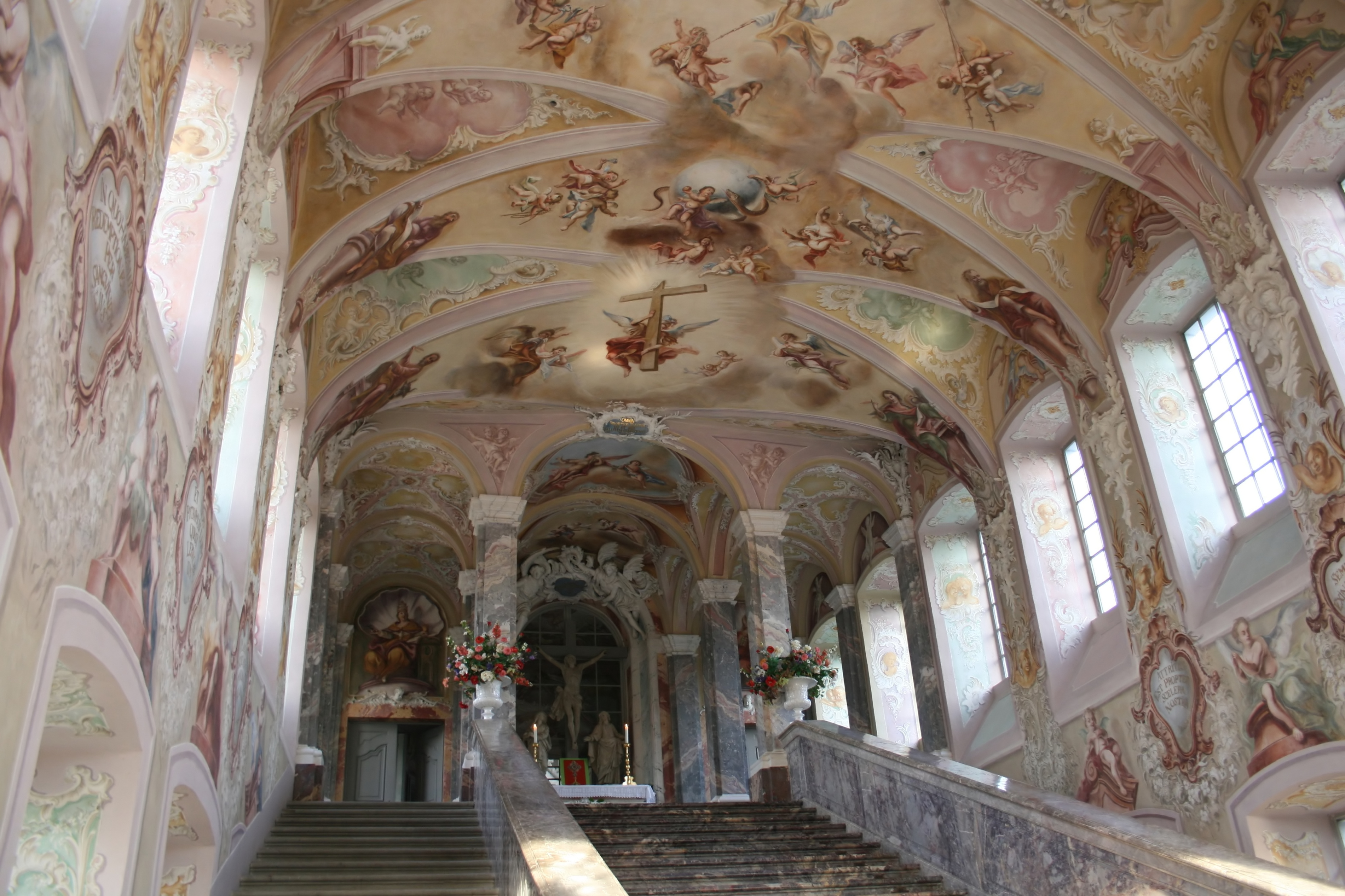
Heilige Stiege in Bonn

- Rastatt (Baden-Württemberg), Schlosskirche im Schloss Rastatt.

### Österreich

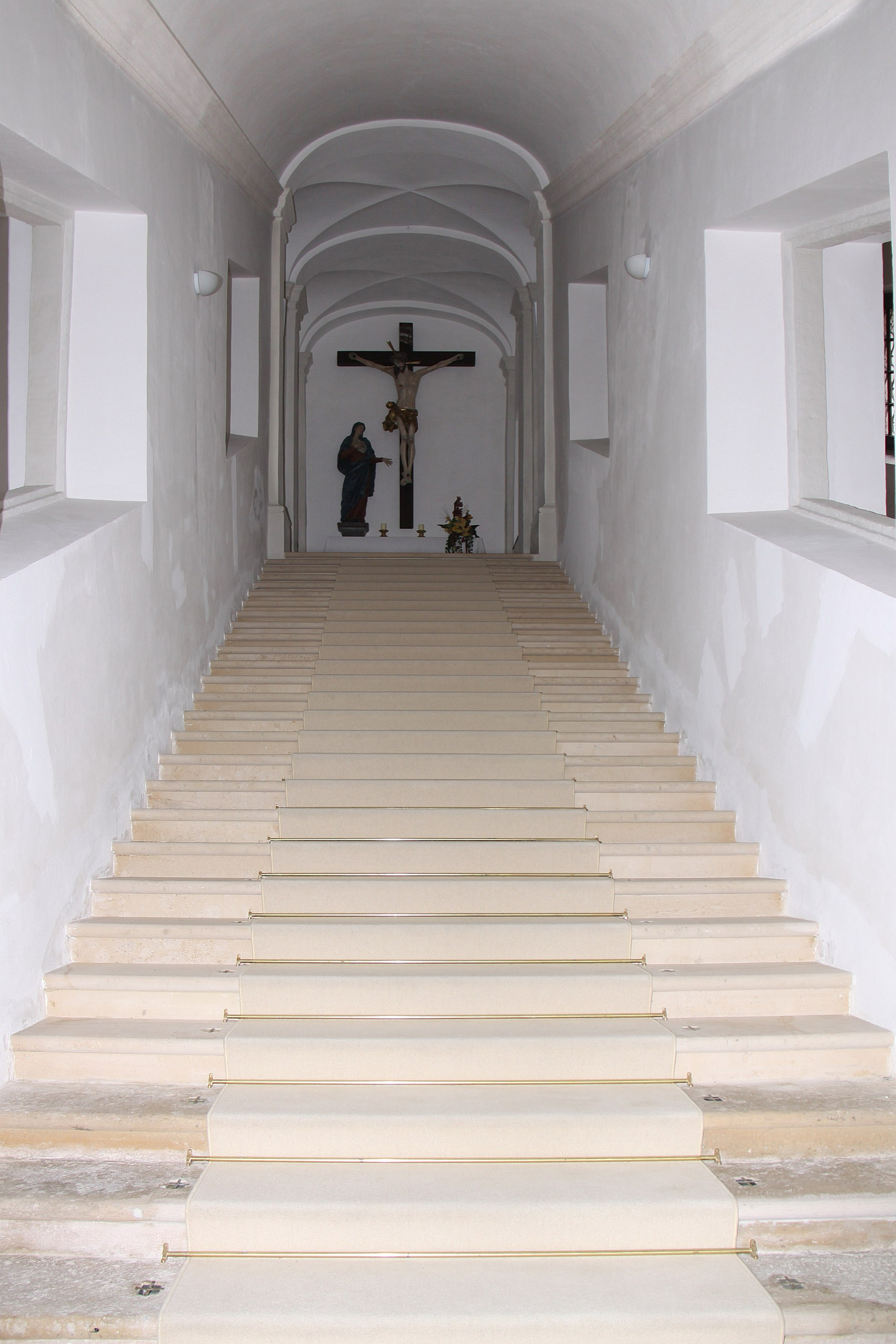
Heilige Stiege in Forchtenstein

- Forchtenstein (Burgenland), im Zubau der Pfarrkirche Forchtenstein.
- Achenkirch, in der Kalvarienbergkirche
- Graz, Heilige Stiege bei der Kalvarienberg-Kirche.
- St. Radegund bei Graz, am Kalvarienberg; diese Stiege hat nur 14 Stufen.
- Salzburg, Kajetanerkirche: Die Heilige Stiege, erbaut 1712, ist neben der Kirche.

### Frankreich

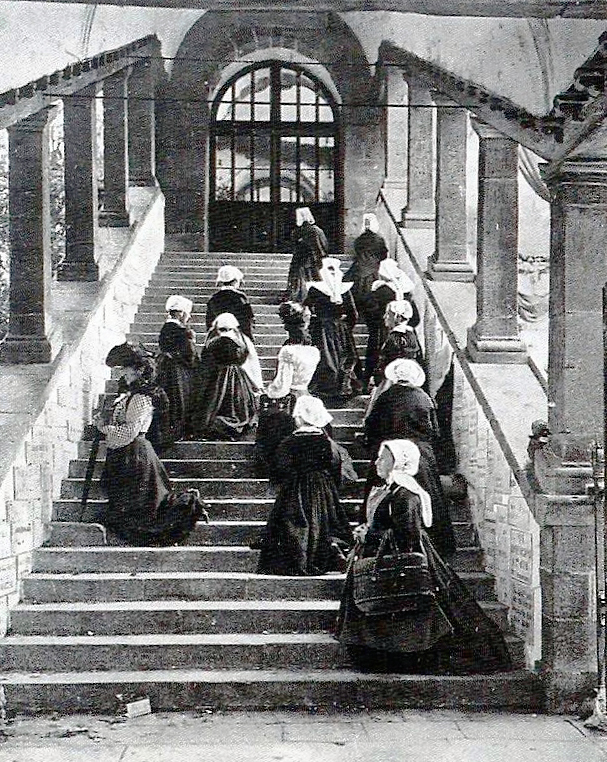
Heilige Stiege von Sainte-Anne d'Auray (1904)

- Basilika von Sainte-Anne d'Auray (Département Morbihan), dem wichtigsten Wallfahrtsort in der Bretagne. Die Stiege wurde bereits 1662 von Karmeliten erbaut.

- Lourdes (Département Hautes-Pyrénées): Heilige Stiege (Saint Escalier) am Beginn des großen Kreuzwegs (Chemin de Croix). Auf dem Foto von 1910 ist oberhalb der Stiege die Figur des sitzenden Pontius Pilatus zu sehen, dahinter eine Kopie der Kapitolinischen Wölfin als Symbol für Rom und seine Macht, daneben Soldaten[Anm. 3] des Pilatus. Auch die Figur einer Frau mit einem Krug ist erkennbar: Das ist eine Anspielung auf Mt 27,24 EU, wonach Pilatus Wasser bringen ließ; er „wusch sich vor allen Leuten die Hände und sagte: Ich bin unschuldig am Blut dieses Menschen.“[Anm. 4]

Die Bronze-Figur des Pontius Pilatus wurde am 12. August 1983 durch einen Sprengstoff-Anschlag zerstört; Fragmente dieser Figur wurden noch in über 100 m Entfernung gefunden. Die anarchistischen Attentäter wollten gegen den Besuch des Papstes Johannes Paul II. am 15. August protestieren. Wie man auf dem zweiten Bild („Zustand nach 1983“) sieht, ist nun in der Mitte der Figurengruppe an Stelle der Pilatus-Figur die Jesus-Statue getreten, die im Bild von 1910 als dritte Figur (von links her) zu sehen ist.

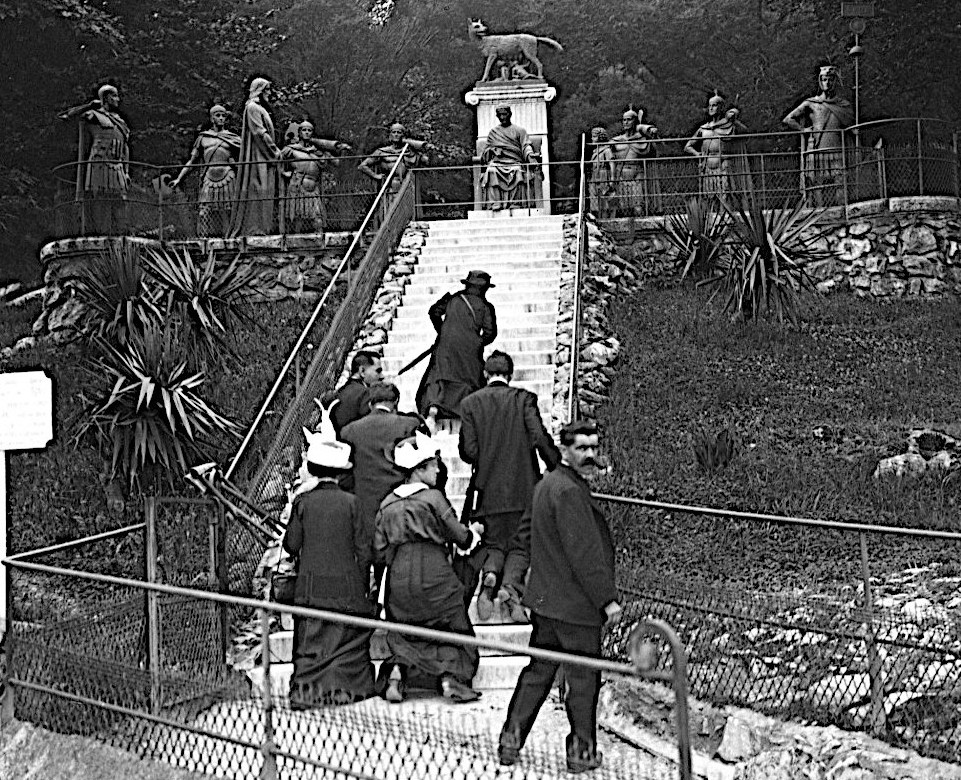
Heilige Stiege in Lourdes (1910)
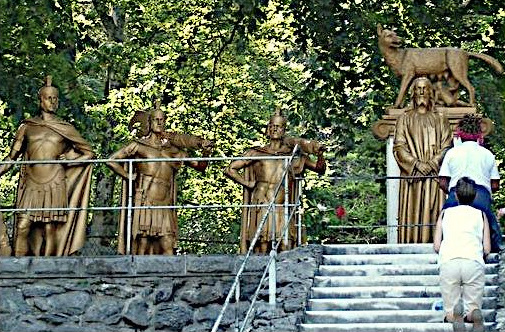
Lourdes, Plattform oberhalb der Heiligen Stiege; Zustand nach 1983

- Pontchâteau (Département Loire-Atlantique), Heilige Stiege, zum Kalvarienberg gehörig, „dem meistbesuchten Kalvarienberg in Frankreich“, erbaut 1891. In der Mitte des Bauwerks ist Jesus, an den Händen gefesselt, vor Pontius Pilatus dargestellt; auch die oben (bei Lourdes) erwähnte Frau mit dem Krug ist zu sehen: Sie schüttet Wasser in ein Becken, in dem Pilatus seine Hände wäscht.

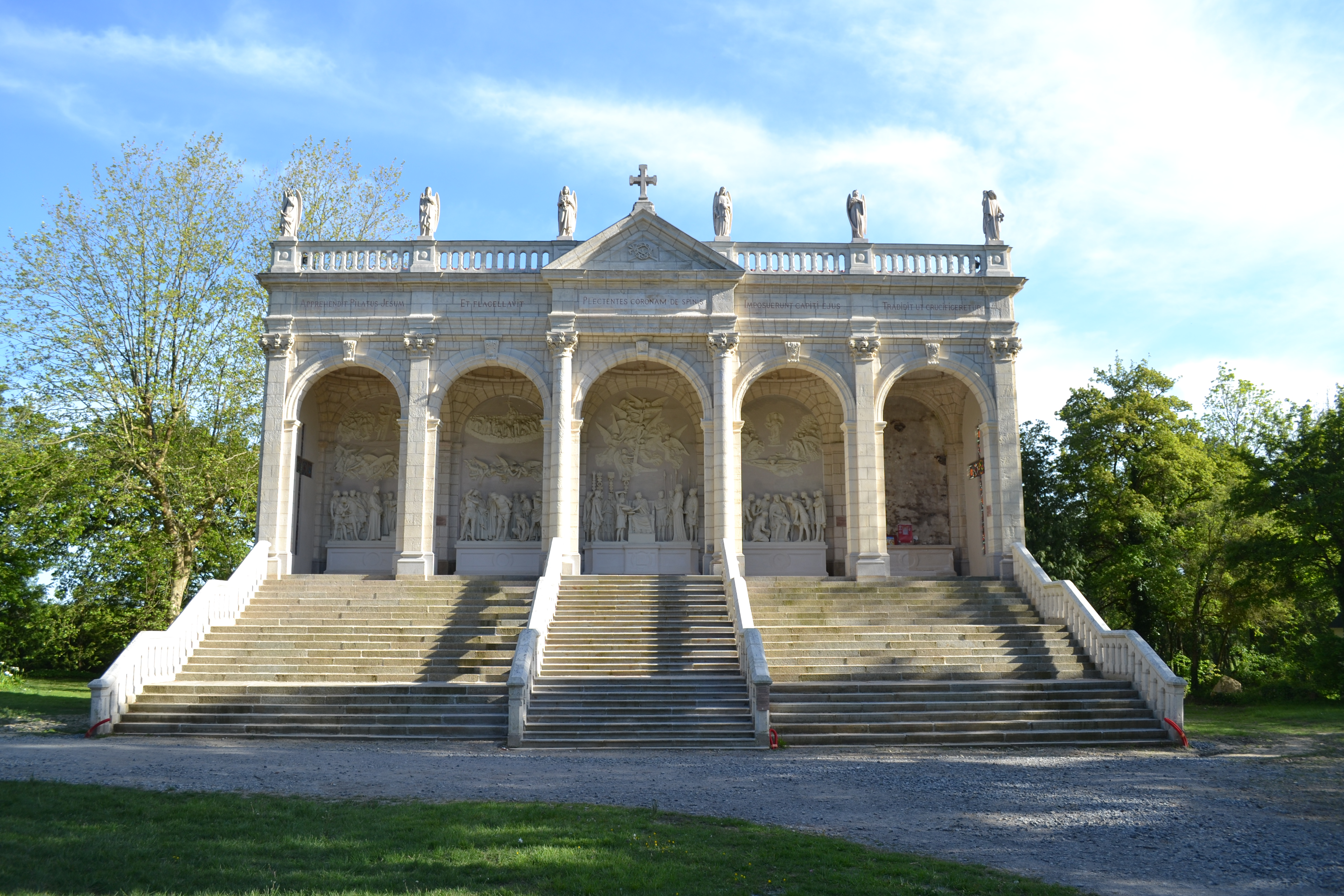
Heilige Stiege von Pontchâteau
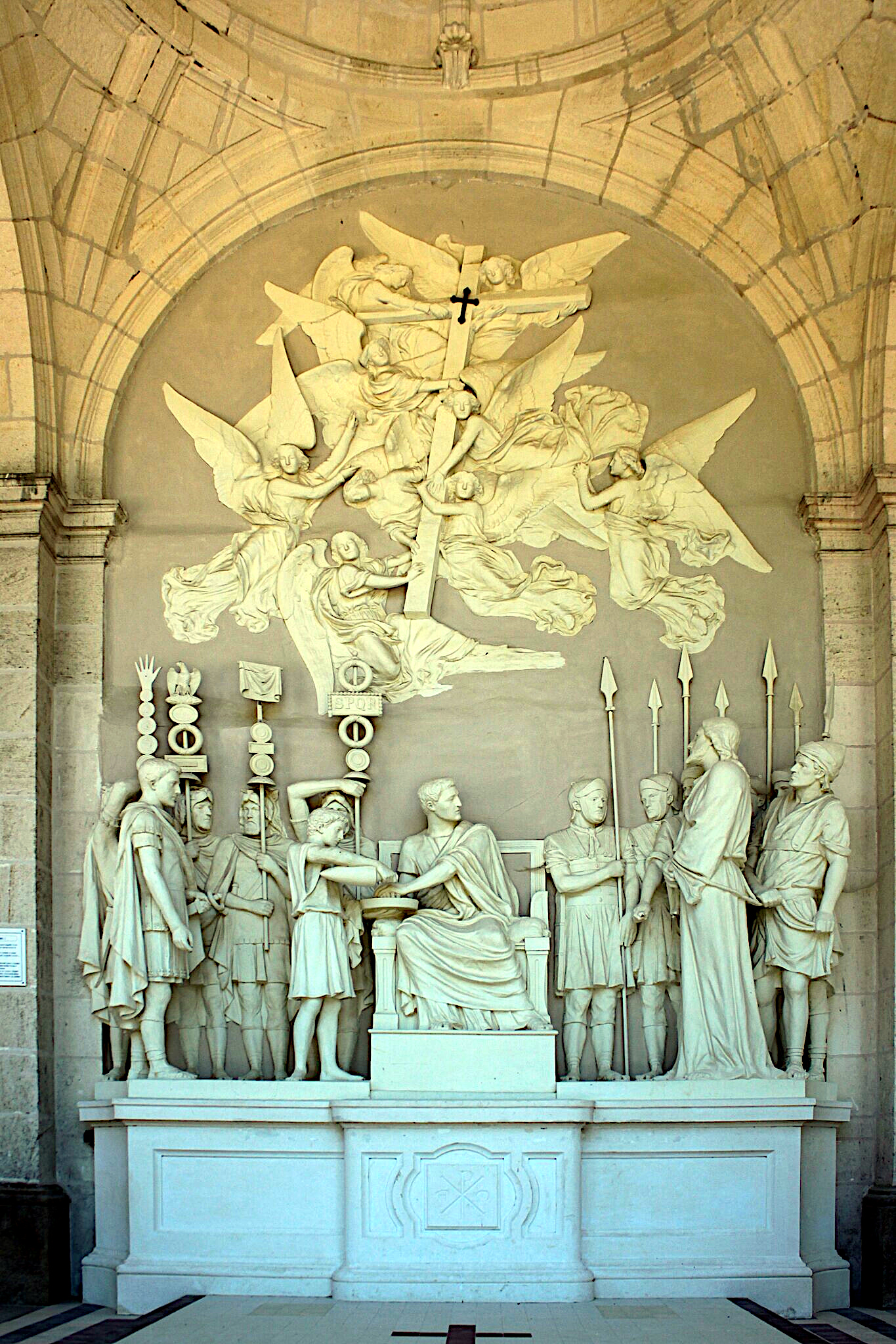
Detail: Jesus vor Pilatus

### Italien
- Rom, San Michele in Sassia, auch Santi Michele e Magno genannt, die Nationalkirche der Niederländer und Friesen in Rom (deshalb auch „Friesenkirche“), nahe dem Petersplatz. Einer der beiden Eingänge ist mit der Inschrift SCALA SANCTA überschrieben.

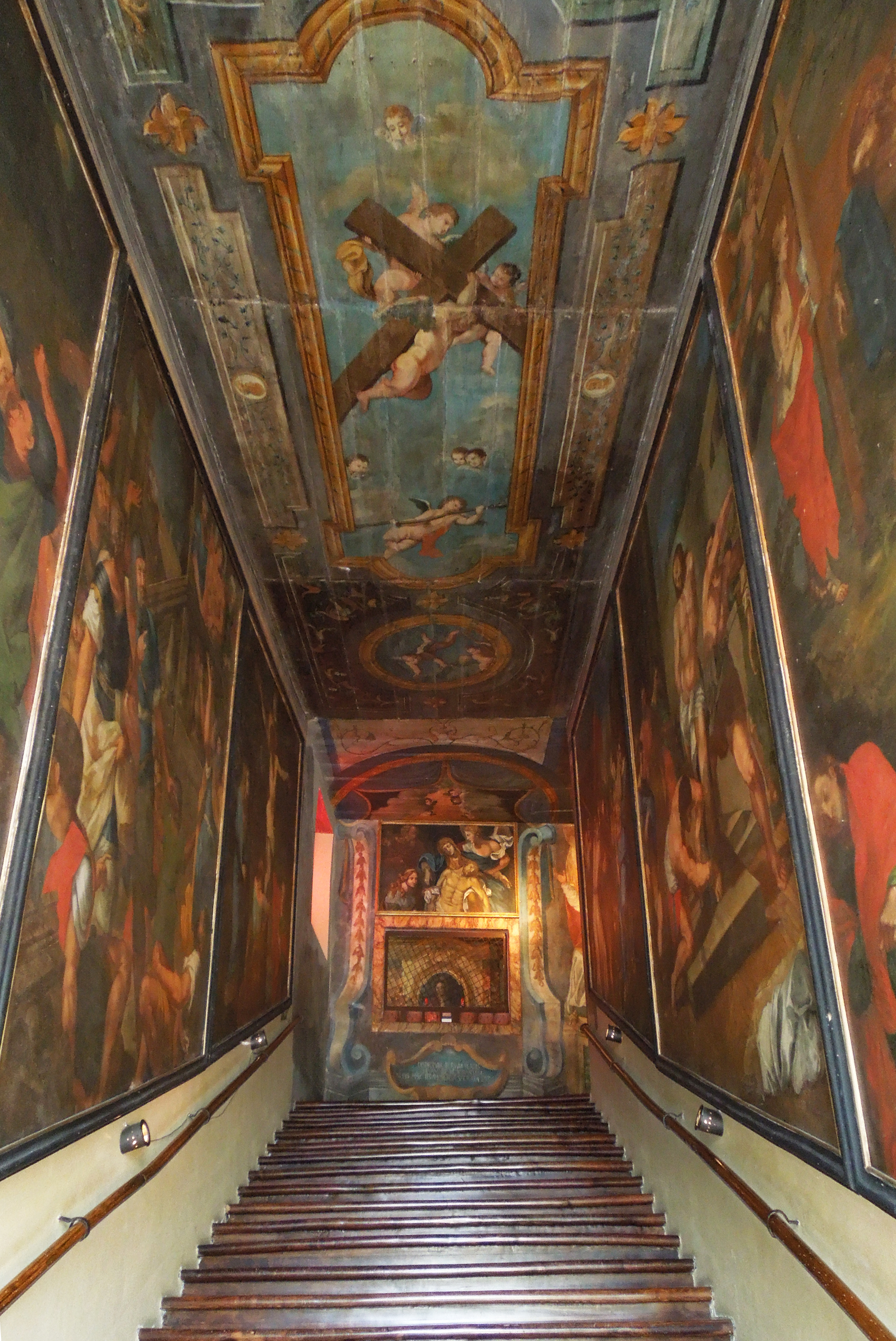
Scala Santa in Campli, Region Abruzzen

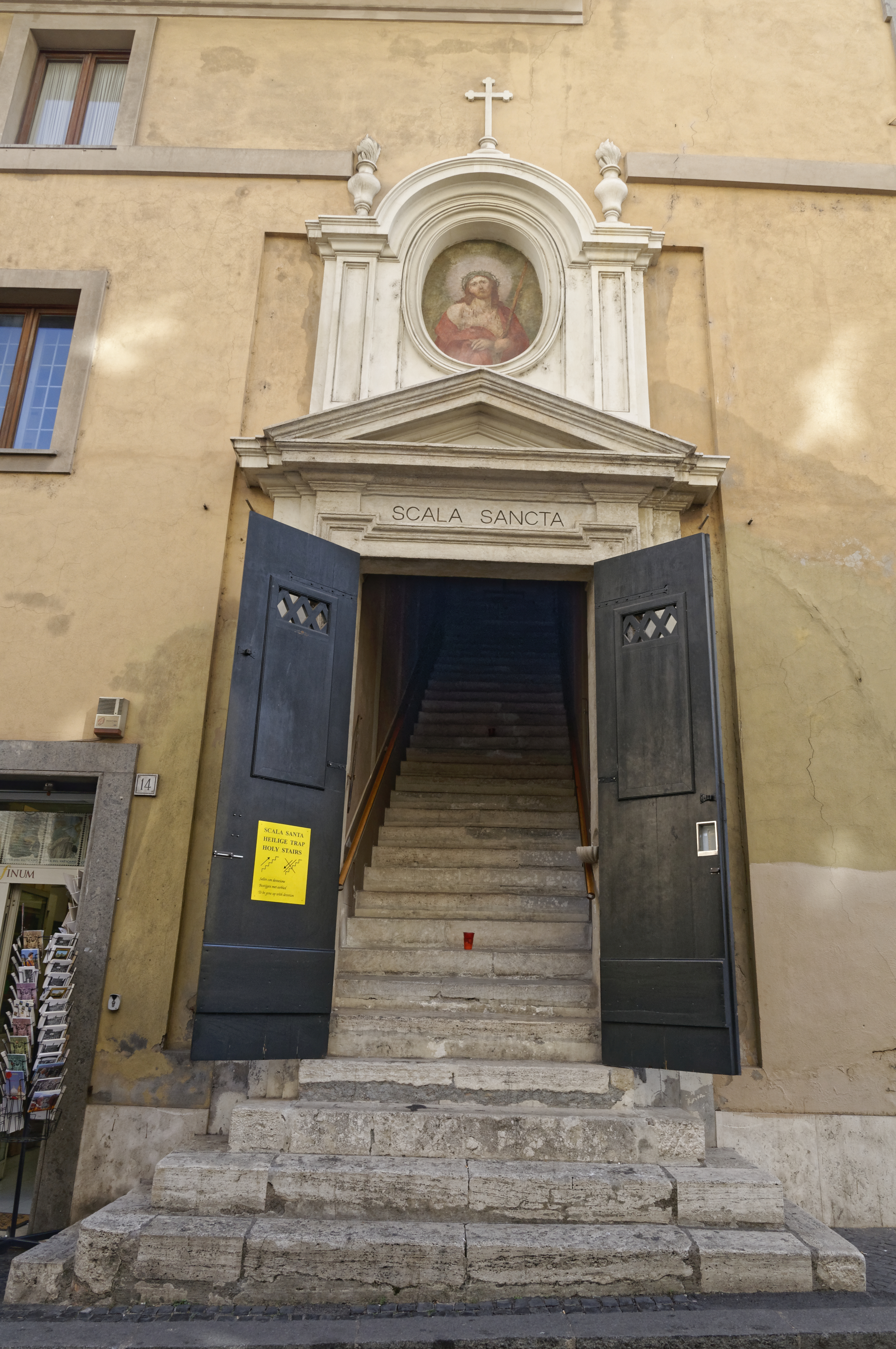
Eingang zu SS. Michele e Magno in Rom

- Campli, in der Region Abruzzen, neben der Kirche San Paolo. Bei dieser Stiege (erbaut um 1774) ist die Treppe zum Abstieg (gradini di discesa) ganz getrennt von der Aufstiegstreppe (gradini di ascesa). Deren Stufen sind aus Olivenholz.

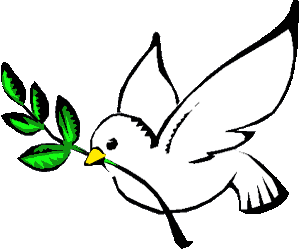
Friedenstaube mit Ölzweig (Genesis 8,11)

 Damit hat diese Stiege Anteil an der Hochschätzung, ja Heiligung des Olivenbaums in der Antike, im Judentum (Genesis, insbesondere Kap. 8, Verse 8–11, vgl. Bild mit der Friedenstaube), und im Christentum: Seine letzte Nacht (Mk 14,32 ) verbrachte Jesus in Getsemani, einem Olivenhain.
- Reggio Emilia (Region Emilia-Romagna), in der Kirche SS. Girolamo e Vitale; die Stiege wurde bereits 1646 erbaut.

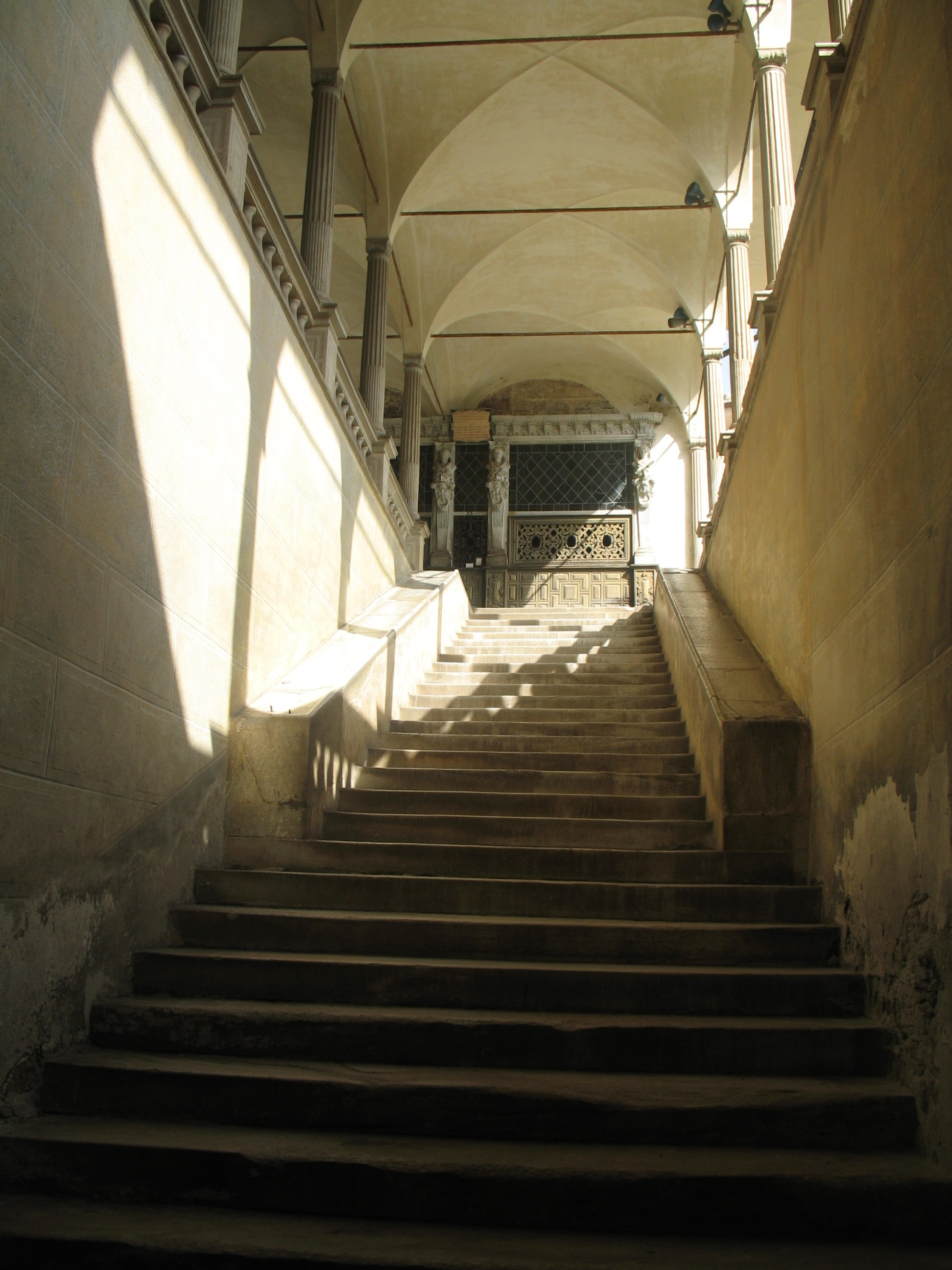
Scala Santa in der Anlage des Sacro Monte di Varallo

- Sacro Monte di Varallo, in der Provinz Vercelli (Region Piemont). Die Andachtsstätten der neun Sacri Monti („heilige Berge“) in Piemont und in der Lombardei sollten die für viele Pilger nicht oder nicht mehr erreichbaren Stätten im Heiligen Land versinnbildlichen. Sie sind (seit 2003) Bestandteile des UNESCO-Weltkulturerbes. Der Sacro Monte di Varallo (erbaut 1578 bis 1584) enthält eine Nachbildung des Palastes des Pontius Pilatus (also des Prätoriums) mit der Heiligen Stiege (Scala Santa).

### Tschechien
- Brünn (Brno), Minoritenkirche St. Johannes; die Heilige Treppe ist in der zur Kirche gehörenden Loretokapelle. Erbaut 1733.
- Muttergottesberg (Hora Matky Boži): Eine Klosteranlage bei Grulich (Králíky); die Stiege befindet sich in einem Gebäude innerhalb des Kreuzgangs. Erbaut 1710.

Am Anfang der Stiege sind Tafeln mit ausführlichen Erläuterungen in tschechischer und deutscher Sprache. Der Text gibt als ursprünglichen Ort der historischen Stiege in Jerusalem noch die Burg Antonia (siehe oben) an. Sonst folgt er im Wesentlichen Joh 19,1-6 . Für „Ecce homo“ müsste dabei allerdings stehen „Seht, der Mensch!“ (Einheitsübersetzung 2016).
- Prag, Kirche Mariä Himmelfahrt und Karl der Große (Kostel Nanebevzetí Panny Marie a Karla Velikého na Karlově): Gegenüber dem Kircheneingang wurde 1708 eine Heilige Stiege erbaut.
- Rumburg (Rumburk), am Kreuzgang in der Loretokapelle, erbaut 1767–1770.

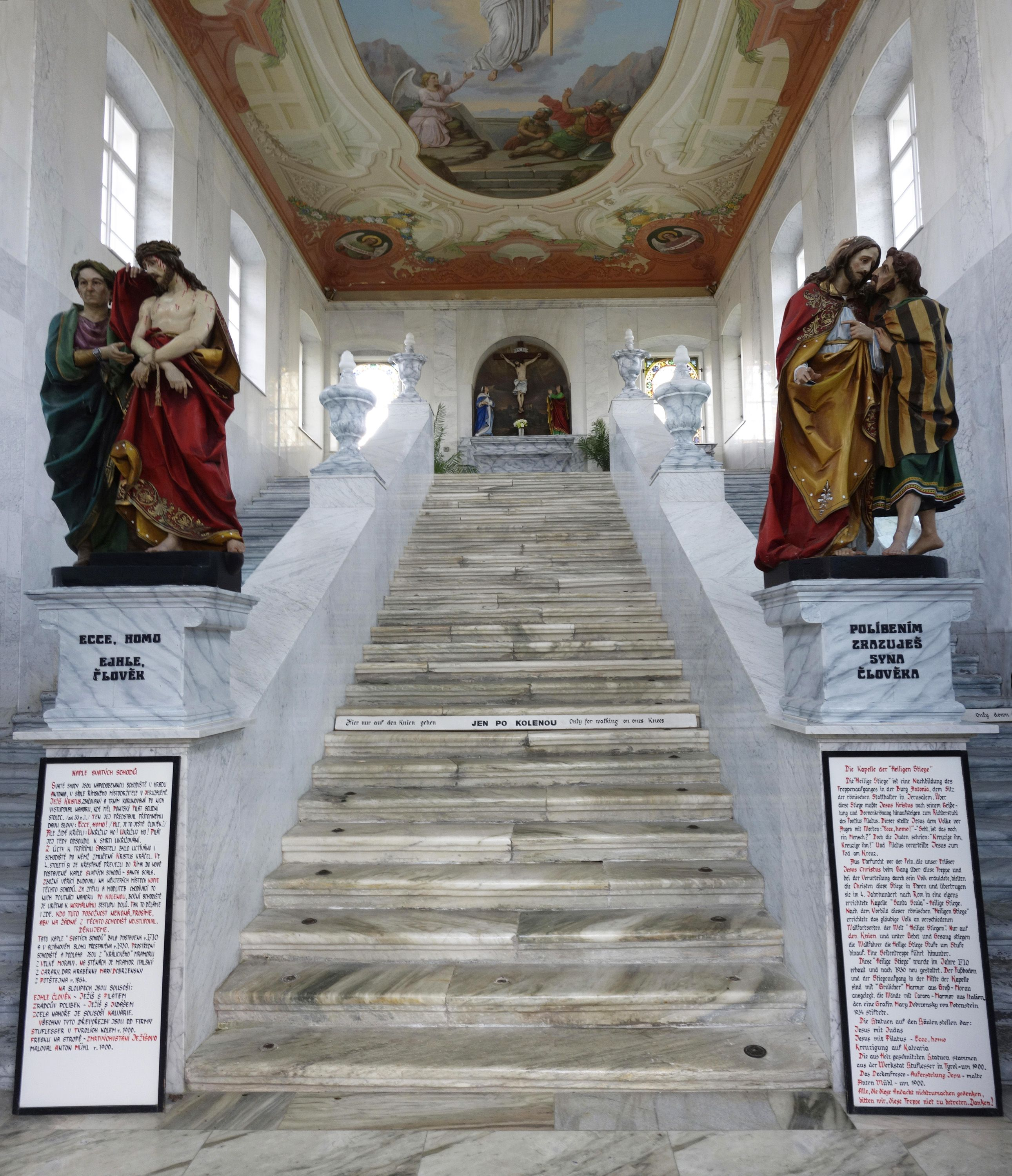
Heilige Treppe in Muttergottesberg
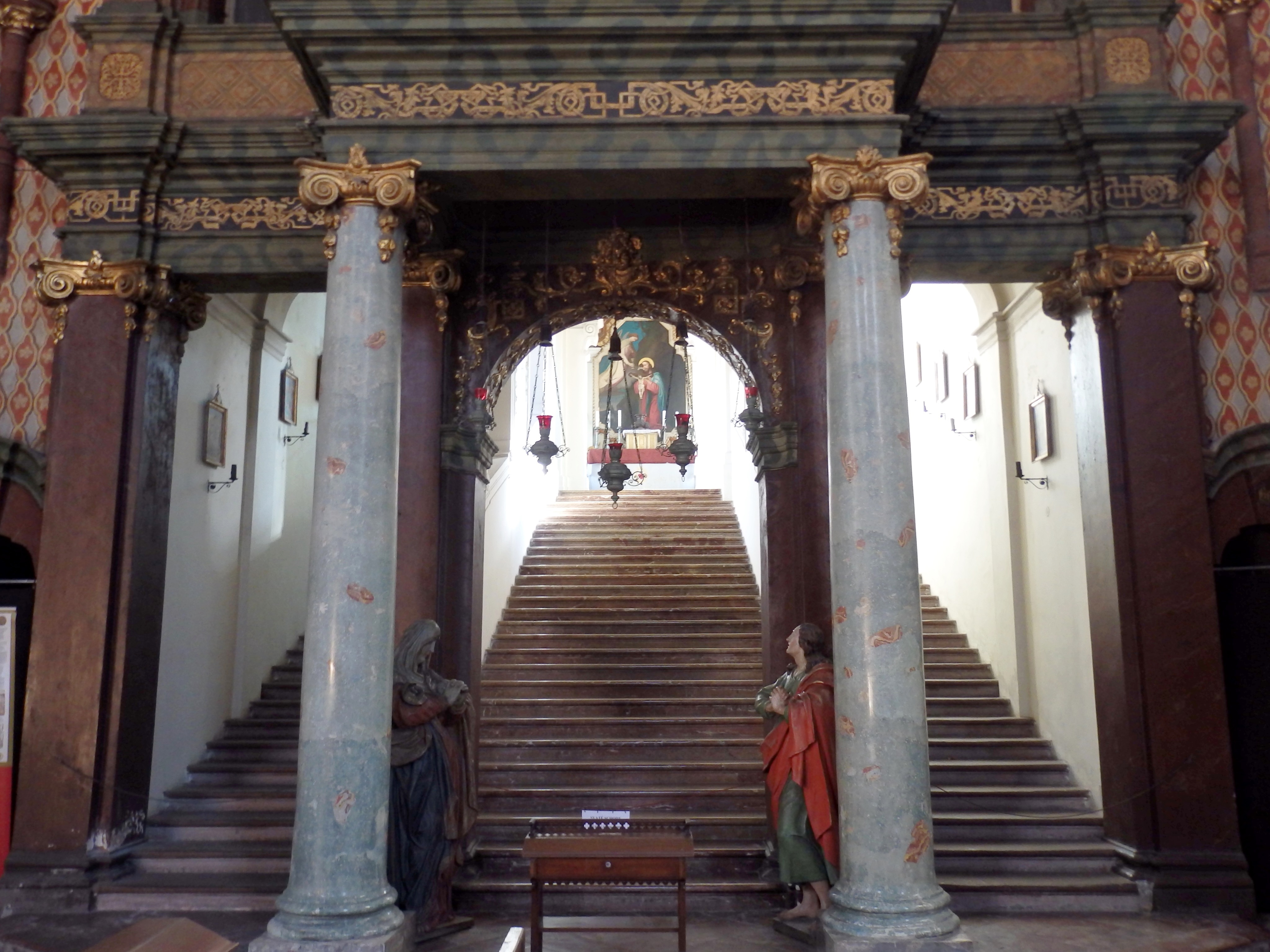
Heilige Treppe in Prag

### Polen
- Sośnica (Gliwice)
- Krakau, Piaristenkirche: Hier ist die Heilige Stiege (Święte Schody) ein Teil der Krypta. Zwei der 28 Stufen werden durch Treppenabsätze gebildet. Die ursprüngliche Bedeutung der Treppe ist in Vergessenheit geraten.[5]

### Nordamerika
- Die Basilika von Sainte-Anne-de-Beaupré in Kanada. Sie ist ein bedeutender Wallfahrtsort am Sankt-Lorenz-Strom, unweit der Stadt Québec. Zur Basilika gehört die Heilige Stiege von 1891, die erste in Amerika.[6] Sie ist in einem separaten Gebäude in der Nähe der Basilika untergebracht.
- In Montréal, ebenfalls in Kanada, und nicht weit entfernt vom Sankt-Lorenz-Strom, gibt es eine Kapelle im Bezirk des Sanctuaire de Sacré Cœur et de Padre Pio. Diese Kapelle wurde 1905 in der Mitte des Kreuzwegs (Chemin de Croix) erbaut.

Die Kapelle enthält im Obergeschoss, das man über die Stiege erreicht, eine plastische Darstellung des Letzten Abendmahls (frz.: Cène).
- In Pittsburgh, im Staat Pennsylvania (USA), die St.-Patrick-Kirche, die älteste katholische Kirche in Pittsburgh (gegründet 1808).[7] Diese Kirche, im Strip-Bezirk gelegen, die nach außen bescheiden wirkt, hat im Inneren eine klassische Heilige Stiege mit 28 Marmorstufen, die 1936 erbaut wurde.

### Nicht mehr existierende Heilige Stiegen

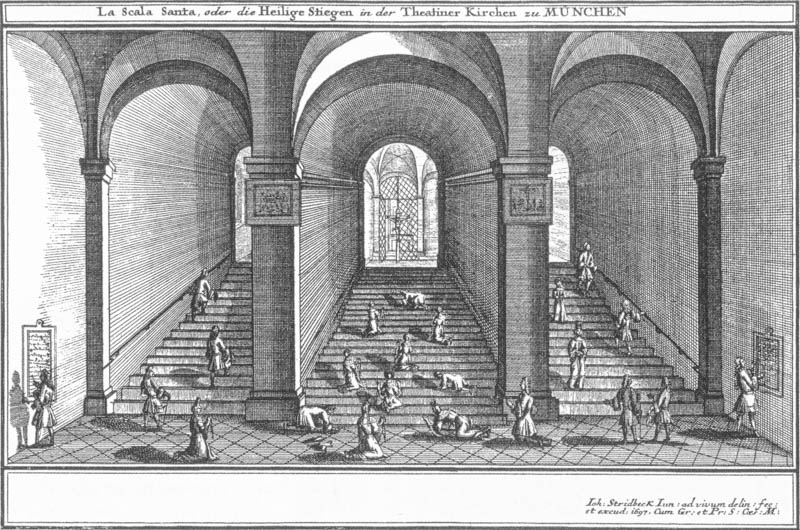
Heilige Stiege, einst in der Theatinerkirche in München

- München: ehemals in einem Anbau der Theatinerkirche[8][9] Der Kupferstich von Johann Stridbeck d. J. (1665–1714) von 1697, „ad vivum“ (nach dem Leben) gezeichnet, veranschaulicht, wie die seitlichen Treppen normal begangen werden, während die Personen auf der mittleren Treppe sich auf den Knien abmühen.